# Norman M. Naimark

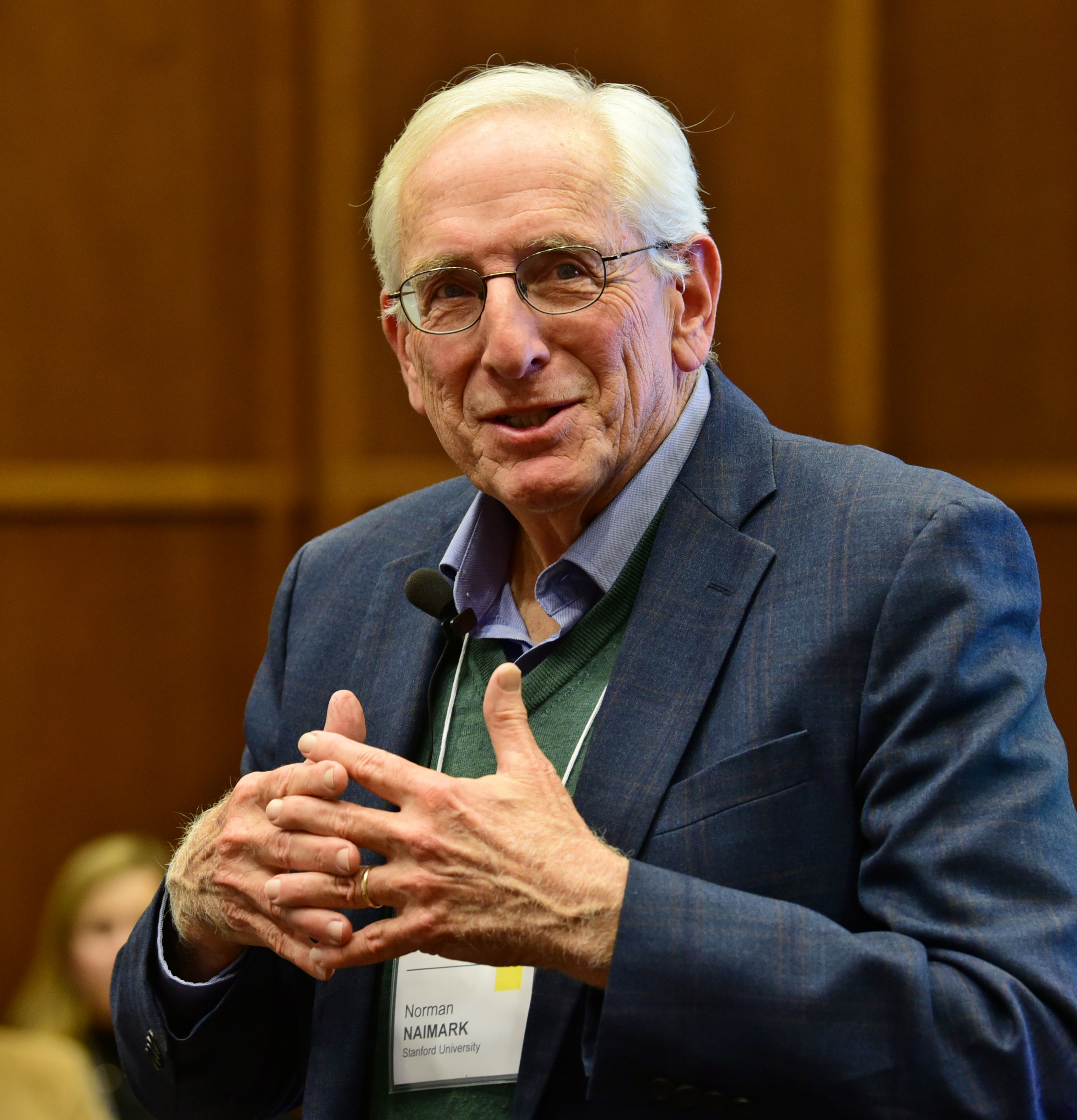
Norman Naimark, 2018

Norman M. Naimark (* 19. Juni 1944 in New York) ist ein US-amerikanischer Historiker und Politikwissenschaftler.
Norman Naimark studierte an der Stanford University. Er begann seine akademische Laufbahn an der Boston University sowie als Fellow an der Harvard University. Als Humboldt-Stipendium forschte er in Archiven in Moskau und in Berlin. Er ist seit 1988 Professor für Geschichte am Robert and Florence McDonnell-Institut für Osteuropäische Studien und Direktor der Historischen Fakultät (Zentrum für Russische und Osteuropäische Studien) der Stanford University.
Naimark gilt als Experte für Osteuropäische und Russische Geschichte. Seine Forschungen befassen sich vor allem mit sowjetischer Politik und Vorgehensweise in Europa nach dem Zweiten Weltkrieg und mit Völkermord und ethnischen Säuberungen im 20. Jahrhundert. Nach zwei Jahrzehnten Forschungstätigkeit erschien 1995 als amerikanische Ausgabe die erste umfassende Geschichte der sowjetischen Besatzungszone zwischen Kriegsende und Gründung der DDR. Die deutschsprachige Ausgabe erschien 1997. Für seine herausragende Forschungsleistung wurde ihm im Oktober 1996 von Bundespräsident Roman Herzog das Verdienstkreuz 1. Klasse des Verdienstordens der Bundesrepublik Deutschland verliehen. Seit 2014 ist er korrespondierendes Mitglied der philosophisch-historischen Klasse im Ausland der Österreichischen Akademie der Wissenschaften.
Naimark war im Frühjahr 2011 Axel Springer Fellow an der American Academy in Berlin.

## Veröffentlichungen
Er ist Herausgeber zahlreicher wissenschaftlicher Publikationen und Autor von:
- Stalin and the Fate of Europe. The Postwar Struggle for Sovereignty. The Belknap Press of Harvard University Press, Cambridge 2019, ISBN 978-0-674-29215-4.
- Genozid. Menschheitsverbrechen in der Geschichte. Theiss, Darmstadt 2018, ISBN 978-3-8062-3664-4 (englisch: Genocide. A World History. New York 2017. Übersetzt von Claudia Kotte).
- Mit Ronald Grigor Suny und Fatma Muge Gogek: A Question of Genocide: Armenians and Turks at the End of the Ottoman Empire. Oxford University Press 2011. ISBN 978-0-19539374-3.
- Stalin und der Genozid. Aus dem Amerikanischen von Kurt Baudisch. Suhrkamp Verlag, Berlin 2010, ISBN 978-3-518-42201-4. (Rezension)
- Fires of Hatred: Ethnic Cleansing in 20th Century Europe, Harvard 2001 (Flammender Haß. Ethnische Säuberungen im 20. Jahrhundert, Beck, München 2004, ISBN 3-40651757-9 (Rezension))
- The Russians in Germany: The History of the Soviet Zone of Occupation, 1945–1949, Harvard University Press Cambridge, MA 1995 (Die Russen in Deutschland. Die Sowjetische Besatzungszone 1945 bis 1949, Ullstein, Berlin 1997, ISBN 3-548-26549-9)
- Terrorists and Social Democrats: The Russian Revolutionary Movement under Alexander III. Harvard 1983, ISBN 978-0674874640.
- The History of the "Proletariat". The Emergence of Marxism in the Kingdom of Poland, 1870–1887, Columbia 1979, ISBN 978-0914710509.

Naimark ist Mitherausgeber der American Historical Review und des Journal of Contemporary History. Er ist Mitglied im Editorial board des Journal of Cold War Studies.